# District de Lebern
Le district de Lebern est un ancien district suisse, situé dans le canton de Soleure. Il forme depuis 2005, avec le district de Soleure, la circonscription électorale de Soleure-Lebern.

## Communes
| Nom                       | N° OFS | Population (décembre 2022) |
| ------------------------- | ------ | -------------------------- |
| Balm bei Günsberg         | 2541   | +000215,                   |
| Bellach                   | 2542   | +005 399,                  |
| Bettlach                  | 2543   | +004 943,                  |
| Feldbrunnen-Sankt Niklaus | 2544   | +001 027,                  |
| Flumenthal                | 2545   | +001 026,                  |
| Grenchen                  | 2546   | +017 939,                  |
| Günsberg                  | 2547   | +001 191,                  |
| Hubersdorf                | 2548   | +000708,                   |
| Kammersrohr               | 2549   | +0 00029,                  |
| Langendorf                | 2550   | +003 844,                  |
| Lommiswil                 | 2551   | +001 595,                  |
| Oberdorf                  | 2553   | +001 844,                  |
| Riedholz                  | 2554   | +002 288,                  |
| Rüttenen                  | 2555   | +001 506,                  |
| Selzach                   | 2556   | +003 625,                  |
| Total                     | Total  | +047 179,                  |